# Bénévent-l’Abbaye

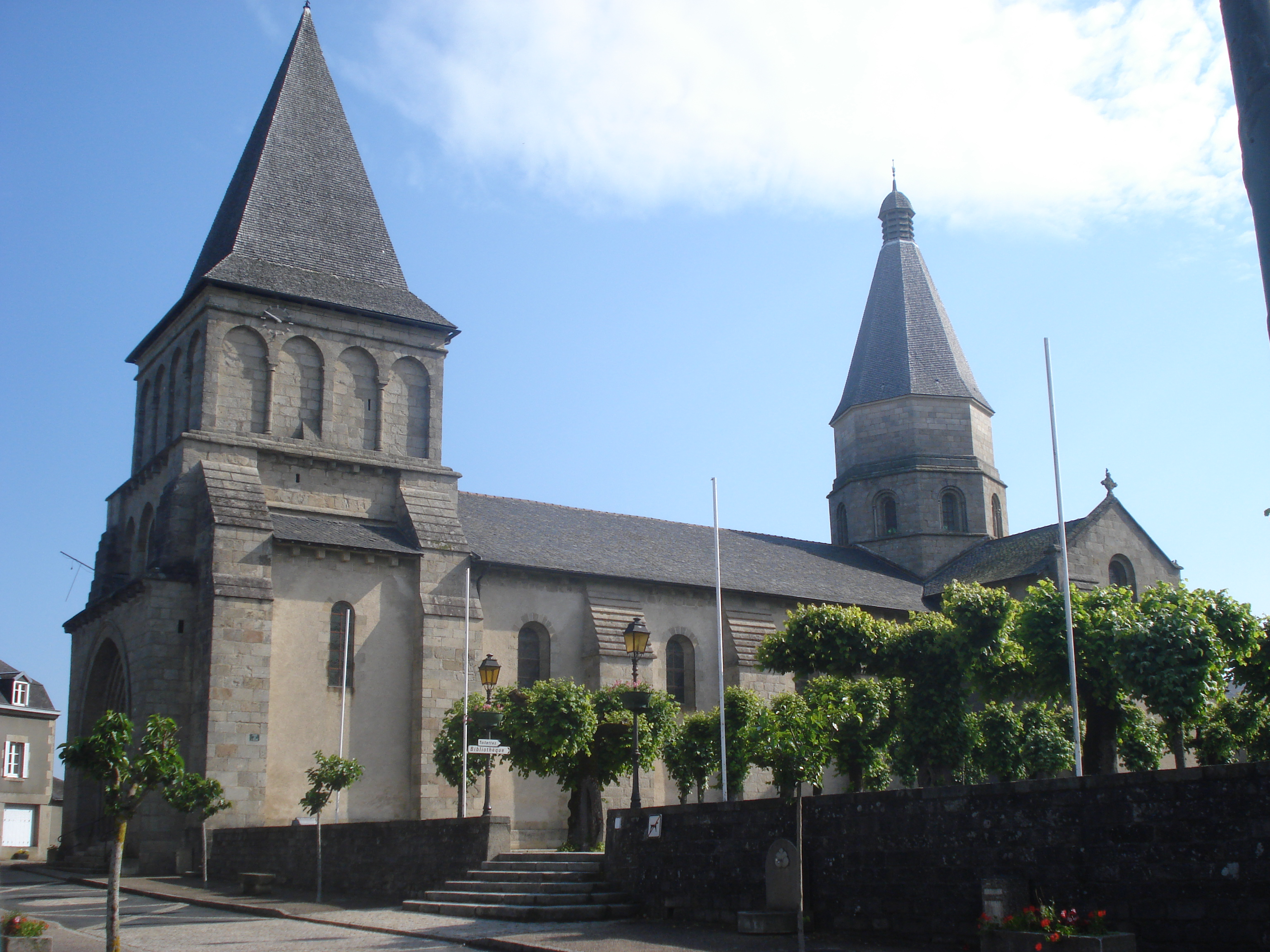
Kościół w Bénévent-l’Abbaye (2008)

Bénévent-l’Abbaye – miejscowość i gmina we Francji, w regionie Nowa Akwitania, w departamencie Creuse.
Według danych na rok 1990 gminę zamieszkiwało 837 osób, a gęstość zaludnienia wynosiła 72 osoby/km² (wśród 747 gmin Limousin Bénévent-l’Abbaye plasuje się na 155. miejscu pod względem liczby ludności, natomiast pod względem powierzchni na miejscu 523.).

## Populacja

Populacja Bénévent-l’Abbaye w latach 1962–2008